# Cinquante degrés nord

Cinquante degrés nord est un magazine culturel quotidien enregistré au Flagey, l'ancien siège de la radiodiffusion-télévision belge, diffusé sur Arte Belgique du lundi au vendredi à 19 h et rediffusé sur la Une et la Trois (RTBF).
L'émission est présentée par Eric Russon entouré de nombreux chroniqueurs, parmi lesquels : Soraya Amrani, Jérôme Colin, Cédric Wautier, Jean-Marie Wynants, Juliette Goudot, Barbara Abel, Serge Mpatha. Le concept est simple : brasser de très nombreux invités et traiter l'ensemble de l'actualité culturelle et artistique en Belgique et partout en Europe.
Créé sous l'impulsion conjointe de la RTBF et Arte, Cinquante Degrés Nord est né du projet Arte Belgique et est produit par la société Média Res.